# Marcus Strand
Marcus Strand, född 16 november 1984 i Stockholm är en klassisk gitarrist och teorbist.
Strand studerade gitarr vid Musikhögskolan i Malmö för Gunnar Spjuth och Göran Söllscher.
Han är sedan 2014 konstnärlig ledare för den prisbelönta barockensemblen Bastard Barock som bl.a. tolkat Lady Gaga i Sveriges Radio P3 och medverkat på SVT, samt är medgrundare till kammarmusikensemblen Vadstenasolisterna som driver kammarmusikakademi på Vadstena Gamla Teater.

## Utmärkelser
- 2010 Första pris vid Uppsala internationella Gitarrfestival [5]
- 2012 Publikpris vid SGLS Gitarr och Luta-festival
- 2013 Bernadotte Art Award [6]
- 2014 NORDEM EAR-ly Competition (med Bastard Barock) [1]